# Linus von Castelmur

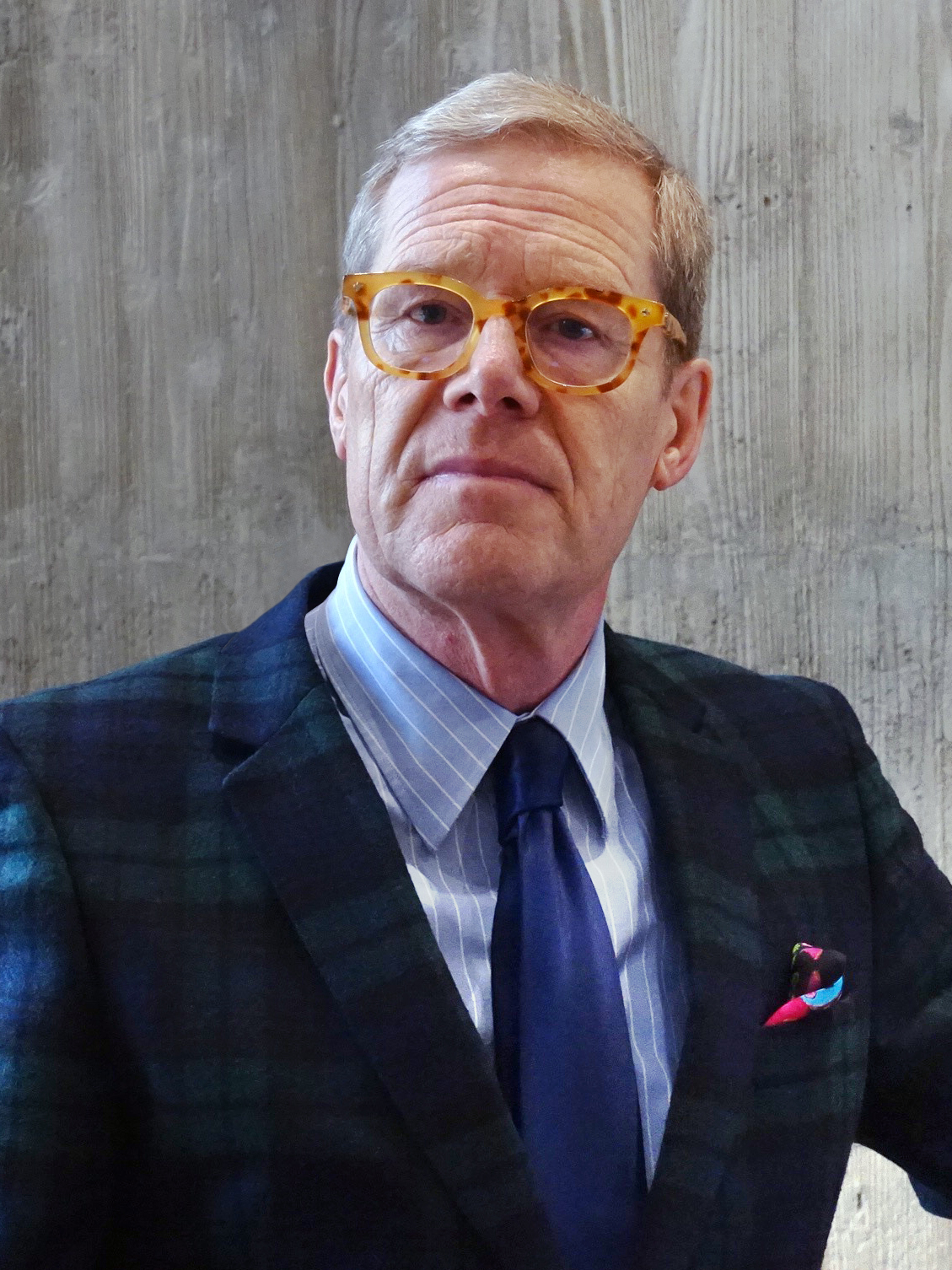
Linus von Castelmur (2020)

Linus von Castelmur (* 7. Januar 1957 in Basel; heimatberechtigt in  Tumegl/Tomils (Graubünden) und Basel) ist ein Schweizer Historiker und Diplomat.

## Ausbildung und historische Forschung
Linus von Castelmur besuchte bis 1976 in seiner Heimatstadt das Humanistische Gymnasium, wo er maturierte. Von 1976 bis 1982 studierte er an den Universitäten Basel und Paris Geschichte, Französische und Slawische Philologie (1982 lic. phil. I Universität Basel). Ein Nachwuchsstipendium des Schweizerischen Nationalfonds zur Förderung der wissenschaftlichen Forschung und ein Lehrpensum am Gymnasium Münchenstein (1983–1989) ermöglichten ihm umfassende Archivstudien in Bern, Washington, London, Paris und Koblenz, die er mit einer Dissertation zu den schweizerisch-alliierten Finanzbeziehungen nach dem Zweiten Weltkrieg abschloss (1991 Dr. phil. I Universität Basel bei Martin Schaffner und Georg Kreis). 1991/92 absolvierte er ein Nachdiplomstudium am Institut universitaire de Hautes Etudes Internationales in Genf (International Training Course on Security Policy and Disarmament unter der Leitung von Curt Gasteyger).

## Eintritt ins schweizerische Aussenministerium
1990 trat von Castelmur in den Dienst des Eidgenössischen Departements für auswärtige Angelegenheiten (EDA), wo er zunächst in der Europaabteilung (Integrationsbüro) in Bern und anschliessend auf der schweizerischen Botschaft in Ungarn arbeitete. Nach Abschluss eines sicherheitspolitischen Nachdiplomstudiums in Genf wurde er von 1992 bis 1996 in der multilateralen europäischen Sicherheitsabteilung (Politische Abteilung III, KSZE-/OSZE-Dienst) eingesetzt.

## Generalsekretär der Unabhängigen Expertenkommission Schweiz – Zweiter Weltkrieg
Nachdem die Behandlung nachrichtenloser Vermögenswerte von Holocaust-Opfern durch schweizerische Banken und generell die Rolle der Schweiz im Zweiten Weltkrieg Mitte der 1990er Jahre zunehmend kritisiert worden waren, wurde von Castelmur im September 1996 in der neu gegründeten Task Force Schweiz – Zweiter Weltkrieg zum Leiter der historischen Sektion ernannt, bevor er von Jean-François Bergier, dem Präsidenten der internationalen Unabhängigen Expertenkommission Schweiz – Zweiter Weltkrieg (UEK), zu deren Generalsekretär berufen wurde. Für diese Aufgabe wurde er vom EDA freigestellt. Von März 1997 bis März 2001 war er für die administrativen, personalmässigen, finanziellen und organisatorischen Belange der UEK sowie für die Beziehungen der Kommission zur Bundesverwaltung und zu den Medien verantwortlich. Die UEK war mit einem umfassenden Mandat, weitreichenden Vollmachten und bedeutenden finanziellen Mitteln ausgestattet. Sie veröffentlichte ihren fünfundzwanzigbändigen Schlussbericht im März 2002 und leistete damit einen wesentlichen Beitrag zur Neubeurteilung einer lange verdrängten Vergangenheit.

## Interessensvertretung im Ausland
Nach dem Wiedereintritt ins EDA wurde von Castelmur auf bilateralen Posten im Ausland eingesetzt: Von Mai bis Dezember 2001 arbeitete er als stellvertretender Missionschef auf der schweizerischen Botschaft in Australien und von Dezember 2001 bis Mai 2005 in derselben Funktion in Dänemark. Aufgrund seiner sicherheitspolitischen Expertise kehrte er 2005 zur multilateralen Sicherheitspolitik zurück: Er wurde zum stellvertretenden Missionschef der schweizerischen Vertretung bei der NATO in Brüssel ernannt (2005–2008), wo im Euro-Atlantischen Kooperationsrat und in den Partnership for Peace-Ausschüssen Fragen der euro-atlantischen Sicherheitsordnung, der Interoperabilität und der Sicherheitsprojektion in instabilen Kontexten im Vordergrund standen.
2008 wurde von Castelmur vom schweizerischen Bundesrat zum Botschafter in der Demokratischen Republik Kongo (Seitenakkreditierungen in der Republik Kongo sowie in Gabun) mit Wohnsitz in Kinshasa ernannt, wo er von November 2008 bis März 2012 arbeitete. 2011 wurde er vom Bundesrat zum Botschafter in Syrien berufen; aufgrund des einsetzenden Bürgerkriegs und der Schliessung der Botschaft in Damaskus konnte er seinen Posten nie antreten. Ende 2011 wurde er neu zum Botschafter in Indien (Seitenakkreditierung in Bhutan) mit Wohnsitz in New Delhi ernannt, wo er von März 2012 bis Juli 2016 schweizerische Interessen vertrat. Ab September 2016 vertrat er die schweizerische Regierung als Botschafter in Südkorea mit Wohnsitz in Seoul. Seit Beginn 2022 befindet sich von Castelmur im Ruhestand.
Linus von Castelmur ist in zweiter Ehe mit der Kuratorin und Kulturdezernentin Françoise Gardies verheiratet; sie leben in Basel und Paris.

## Werke (Auswahl)
- Etappen schweizerischer Rechtsvereinheitlichungspolitik 1862–1874. Die Auseinandersetzung um die Unifikation des Verkehrsrechts im Spannungsfeld zwischen eidgenössischer und kantonaler Rechtshoheit, Basel 1982.
- Schweizerisch-alliierte Finanzbeziehungen im Übergang vom Zweiten Weltkrieg zum Kalten Krieg. Die deutschen Guthaben in der Schweiz zwischen Zwangs-liquidierung und Freigabe (1945–1952), Zürich 1997. 2. Auflage. ISBN 978-3-905311-06-8.
- The Washington Agreement of 1946 and relations between Switzerland and the Allies after the Second World War, Berne 1999, DODIS.
- Benedikt von Tscharner und Linus von Castelmur, Die Arbeiten an einem europäischen Sicherheitsmodell für das 21. Jahrhundert, in: Institut für Friedensforschung und Sicherheitspolitik an der Universität Hamburg/ISFH (Hrsg.), OSZE-Jahrbuch 1996, Baden-Baden 1996, S. 237–251.
- A stage for work and life: approaches to the Embassy building in New Delhi, in: Bruno Maurer (Hrsg.): A Tropical House. The Embassy of Switzerland in New Delhi. Zürich 2014, ISBN 978-3-85676-326-8, S. 30–37.
- Architectural polyphony – a counterpoint in a city landscape, in: An encounter with light, Portfolio with 12 photographs by Hélène Binet edited by the Embassy of Switzerland in South Korea on the occasion of the opening of the new building, Seoul 2019.